# Розтоцька Пастіль
Розто́цька Пасті́ль — село в Україні, в Ужгородському районі Закарпатської області. Розтоцько-Пастільська сільська рада об'єднує: Розтоцьку Пастіль, с. Руський Мочар, с. Костева Пастіль, с. Бегендяцька Пастіль. Населення станом на 2001 рік 293 осіб. Центр сільської ради. Село розташоване в гірській місцевості, у долині, де зливаються два русла Великого Потоку, лівої притокі річки Уж, на висоті 320 м над рівнем моря. 

## Історія
Очевидно, місцевість, де зливаються два русла (роз-токи) сприяла винекненню назви села. У писемних джерелах назва села трапляється в різних варіантах. 
Село виникло у XVI столітті. Його заснував Шолтис та нові переселенці. В податкових списках 1588 року згадувалися два шолтиські уділи.
У 1599 році у селі проживало 20 нових родин. 
У 1631 згадується існування церкви, але ні назва, ні стиль не збереглися.
У 1715 населення різко скоротилося тому залишилося лише 9 родин.
Інші згадки 1768- Roztoka Pásztilly, 1773-Rosztoka Passtely, Rosztokj, 1913-Felsőpásztély.
храм св. Василія Великого. 1842, 1884.
У XVIII столітті село належало чину єзуїтів в Ужгороді. У 1751 році тут була дерев'яна церква святого Василія Великого, в доброму стані, з двома дзвонами, всім забезпечена, книги були і друковані, й писані. Вірників було 80. Загалом у селі пам’ятають місця двох дерев’яних церков. Спорудження теперішньої мурованої церкви розпочали у 1842 року за священика Георгія Буковського, але звели тільки стіни, бо помер майстер, що вів будівництво.
З розповіді куратора Михайла Мордованця відомо, що 40 років церква стояла недобудованою. Новий майстер (називають Поповича з Ужгорода) добудовує церкву, але дещо спрощено, зокрема замість аркового склепіння перекриває церкву плоскою стелею.
За шематизмом 1915 року, церкву спорудили у 1884 році за священика Августина Яцковича. Тоді ж встановили іконостас, який, кажуть, привезли з іншого села. У 1922 році шинґлове покриття дахів замінили бляшаним. У 1992 році замінено намісні ікони. У 1972 році інтер'єр храму розмалювали, а 1992 року його оновлено. Тоді ж перемалювали чудової роботи ікони, а старий кам'яний престол замінили дерев'яним, освячення якого відбулося 20 жовтня 1992 року.
Під час Першої світової війни з вежі церкви забрали два дзвони. Лишився великий дзвін, виготовлений Ф. Еґрі у 1911 році за священика Івана Гранчака, а малий, вилитий Ріхардом Геролдом у Хомутові у 1923 році, подарував громаді о. І. Гранчак.

## Населення
Згідно з переписом УРСР 1989 року чисельність наявного населення села становила 350 осіб, з яких 160 чоловіків та 190 жінок.
За переписом населення України 2001 року в селі мешкали 284 особи. 100 % населення вказало своєю рідною мовою українську мову.

## Туристичні місця
- Біля південної околиці села розташована гідрологічна пам'ятка природи місцевого значення «Джерело № 8».
- храм св. Василя Великого. 1842, 1884.

## Відомі уродженці
- Білей Петро Васильович (1940) — український учений-лісівник, доктор технічних наук, професор.